# ميخائيل كوكرين (ممثل)
ميخائيل كوكرين (بالإنجليزية: Michael Cochrane)‏ هو ممثل بريطاني، ولد في 19 مايو 1947 في برايتون في المملكة المتحدة.

## أعمال

### أفلام
- (1981) الهروب إلى النصر
- (2011) المرأة الحديدية[4]

## وصلات خارجية
- ميخائيل كوكرين على موقع IMDb (الإنجليزية)
- ميخائيل كوكرين على موقع ميوزك برينز (الإنجليزية)
- ميخائيل كوكرين على موقع قاعدة بيانات الفيلم (الإنجليزية)